# Die Distel (Film)
Die Distel vom Regisseur Gernot Krää ist ein deutscher Kinder-Krimi aus dem Jahr 1992.

## Handlung
Für Trudi gibt’s nur eins, und das ist Detektivin sein. Daher beobachtet sie den ganzen Tag ihre Umgebung. Doch nie passiert mal was Aufregendes. Als sie wieder mal einen Tag mit vergeblicher Observation verbracht hat, geht sie noch zu Kemal in dessen türkischen Imbiss. Sie bekommt einen Teil eines Gespräches mit, welches dieser mit einem Herrn Mangold führt. Offensichtlicher erpresst dieser Herr Mangold Kemal.
In der Nacht wird der Imbiss demoliert. Also kombiniert die kleine Detektivin Trudi, dass an der Sache mehr dran sein muss. Doch Kemal will von einer Erpressung nichts wissen. Kurze Zeit später ist er allerdings untergetaucht. Und keiner weiß, wo er steckt.
Trudi hat das Autokennzeichen von Mangolds Wagen notiert. Doch wie bekommt sie nun heraus, wo Mangolds Adresse ist? Zum Glück hat man ja Freunde. Und so hilft der Computerfreak Tom ihr weiter, indem er sich in den Computer der Kraftfahrzeug-Meldestelle einhackt. Die beiden dringen in das Büro von Mangold ein. Dort findet Trudi eine Liste, die sie kopiert.
Schließlich lernen sie noch Rollo kennen. Er hatte im Baumhaus von Trudi übernachtet. Rollo lebt in asozialen Verhältnissen. Sein Vater ist ein Kleinkrimineller, und seine Mutter kümmert sich auch nicht besonders um ihn. Auch Trudi hat schon ihr eigenes Schicksal hinter sich. Ihre Eltern sind gestorben, und so lebt sie nun bei ihrer Tante Julia. Diese sorgt allerdings sehr gut für das Kind.
Rollo hat die entscheidende Idee, dass die Liste Namen von Restaurants enthält. Bei ihren weiteren Recherchen finden die Drei auch heraus, wann die Restaurant-Besitzer genau erpresst werden. Bei ihren Ermittlungen kommen sie Mangold so nahe, dass er die Kinder kurzzeitig entführt und bedroht. Er lässt sie dann aber wieder laufen.
Am Ende können die Kinder Mangold stellen. Zum Glück hatte Tom die Polizei noch rechtzeitig informiert. Und Trudi hat, genau wie ihr großes Vorbild Sherlock Holmes, ein gutes Gedächtnis für Details. So kann sie der Polizei den entscheidenden Hinweis geben, wo sie Beweise für die Verbrechen von Mangold findet.

## Kritiken
Das Lexikon des internationalen Films meint, der Film sei „thematisch etwas überfrachtet“ aber dennoch „spannend und kindgerecht erzählt“.